# المشتى (قرية)
المشتى هي إحدى القرى المحتلة والمدمرة التابعة لمركز الخشنية التابع لمحافظة القنيطرة في هضبة الجولان بجنوب غرب سوريا.